# Hans Gillesberger

Hans Gillesberger

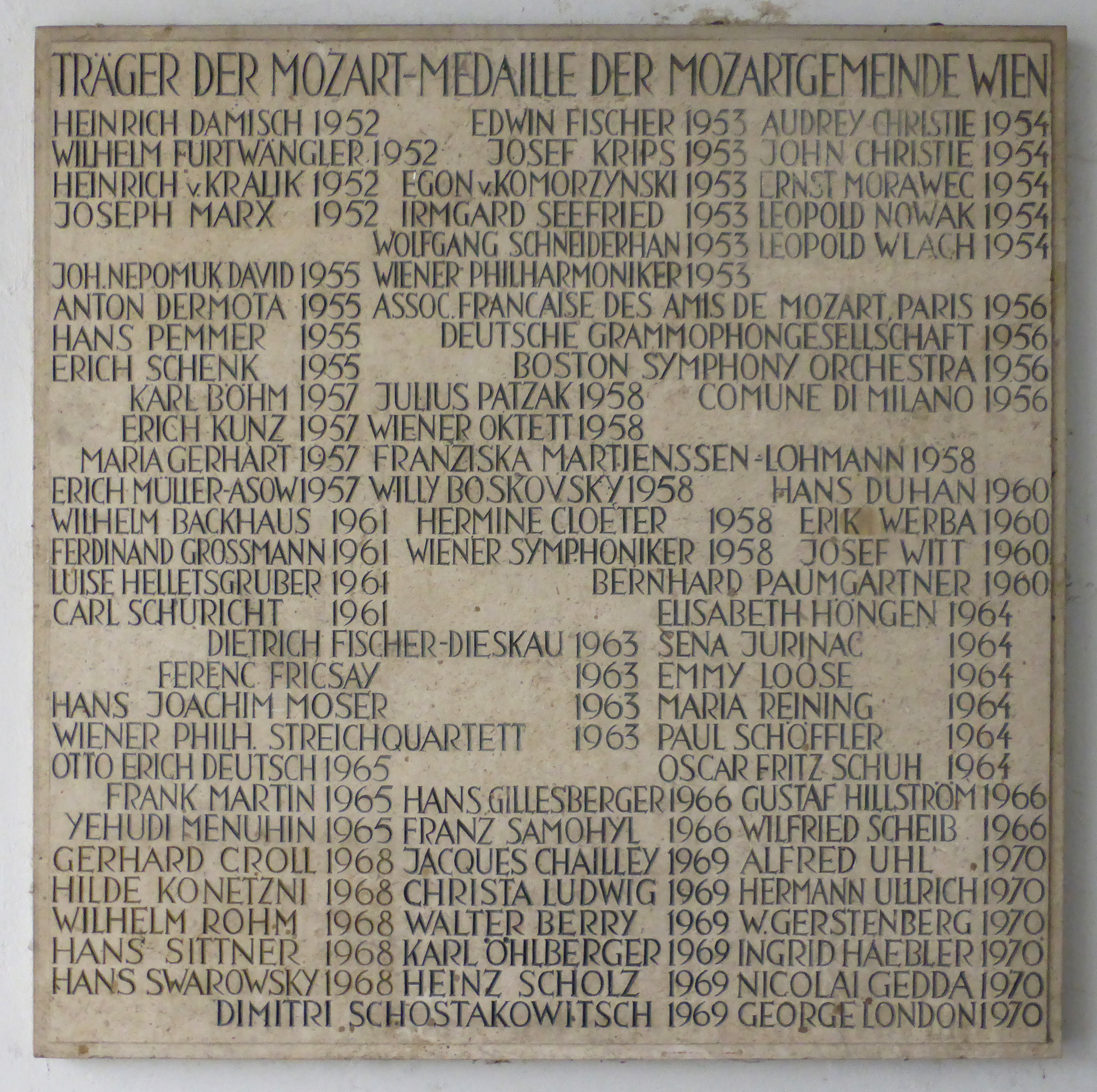
Gedenktafel für die Träger der Mozartmedaille im Deutschordenshof in Wien

Hans Gillesberger (* 29. November 1909 in Ebensee, Oberösterreich; † 4. März 1986 in Wien) war ein österreichischer Chorleiter. Er gilt als einer der bedeutendsten Chorleiter der Nachkriegszeit, der in seiner pädagogischen Tätigkeit mehrere Generationen österreichischer Musiker und Musikerzieher ausbildete und prägte.

## Leben und Wirken
Zwischen 1918 und 1925 war Hans Gillesberger Kapellknabe am Salzburger Dom. Von 1920 bis 1928 besuchte er das Humanistische Gymnasium Borromäum Salzburg, an welchem er Musikunterricht bei J. Messner erhielt. Zwischen 1926 und 1928 leitete er den Institutschor am Borromäum. Es folgte eine Ausbildung an der Musikakademie in Wien bei Josef Lechthaler, Ferdinand Grossmann und Karl Josef Walter, an welcher er 1940 die Lehramtsprüfung für Musik ablegte. Danach studierte er Jura in Innsbruck und Wien mit der Promotion im Jahr 1946. Seit 1929 war er Mitglied der katholischen Studentenverbindung AV Austria Innsbruck und seit 1934 der KÖStV Aargau Wien im ÖCV.
Ab 1935 war Gillesberger als Regens Chori an der Piaristenkirche in Wien tätig. Zwischen 1939 und 1942 hatte er die Leitung der Wiener Bachgemeinde inne. Von 1942 bis 1945 war er Kapellmeister der Wiener Sängerknaben. Im Jahr 1945 gründete Hans Gillesberger die Wiener Kantorei. Zwischen 1945 und 1953 war er Chordirektorstellvertreter an der Wiener Staatsoper. Von 1947 bis 1980 hatte er die Professur an der Akademie für Musik in Wien (Kirchen- und  Schulmusik) inne, wo er seit 1968 ordentlicher Professor war. Er unterrichtete dort viele nunmehr bedeutende Chorleiter und Dirigenten (u. a. Erwin Ortner und Raimund Hug).
Die NS-Zeit war für Hans Gillesberger und die Wiener Sängerknaben eine sehr wechselvolle Periode. Zitat aus dem Buch „Dem Gesang ich dien', meine Stadt heißt Wien“. Wiener Sängerknaben 1938–1945: „Am 13. März, an dem jedes Jahr die glorreiche „Heimkehr“ ins Reich mit feierlicher Eintracht begangen wurde, dirigierte Gillesberger ebenfalls im Musikvereinsgebäude das „Konzert der Wiener Sängerknaben“. Selbst an diesem Gedenktag war vom Chor kein einziges „Nazilied“ zu hören.“ (Grobauer, S. 231)

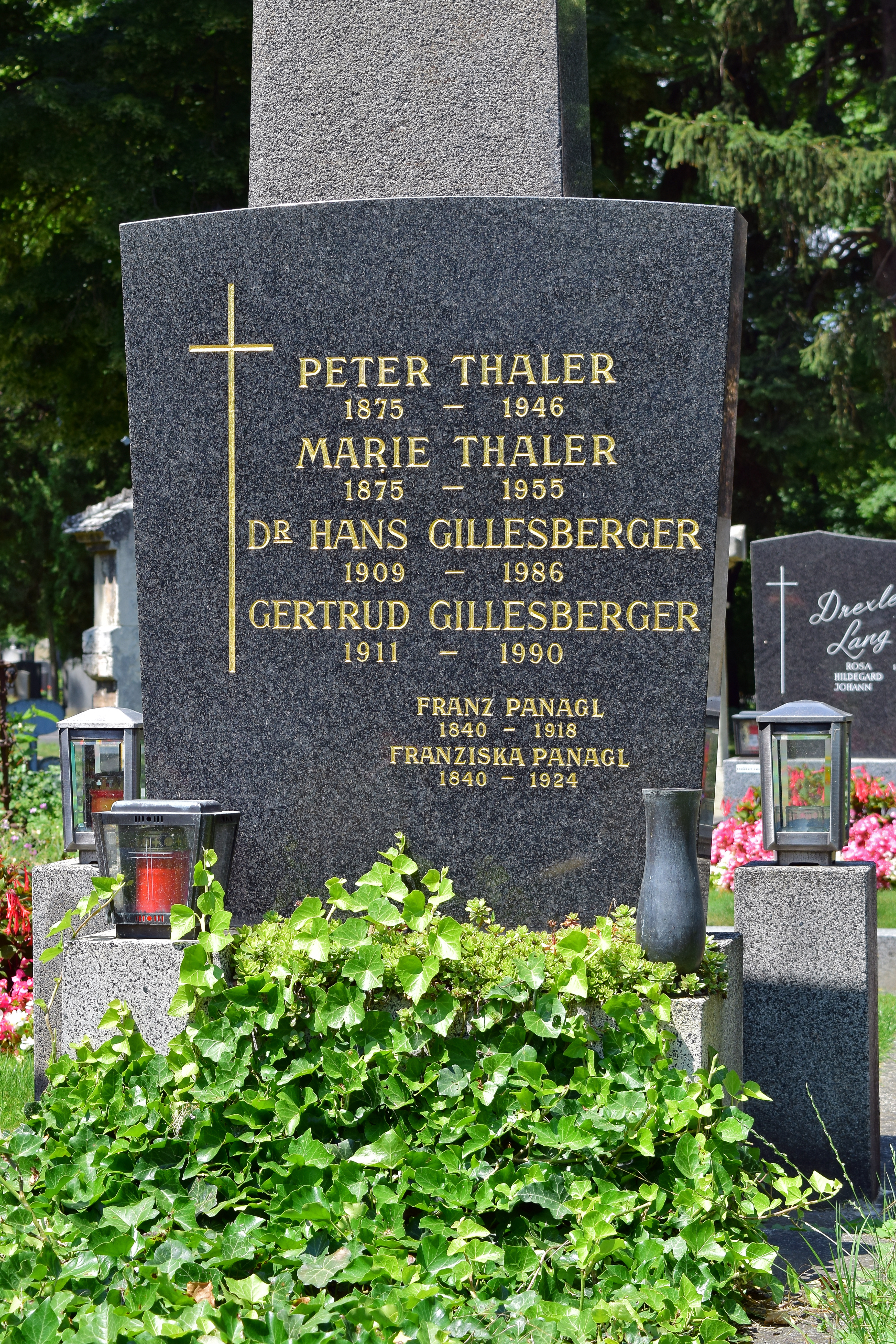
Ehrenhalber gewidmetes Grab auf dem Wiener Zentralfriedhof

Von 1953 bis 1968 war Gillesberger Chordirektor der Wiener Konzerthausgesellschaft und als solcher Leiter der Wiener Singakademie und des Wiener Kammerchores. Unter seiner Leitung erreichten beide Chöre internationales Niveau. Er initiierte zahlreiche Konzerte und Uraufführungen (u. a. Werke von Johann Nepomuk David, Anton Heiller, Paul Hindemith), unternahm Auslandsreisen und erwirkte viele Schallplattenaufnahmen. Ab 1964 war er künstlerischer Leiter der Wiener Sängerknaben und ab 1971 künstlerischer Leiter der Hofmusikkapelle.
Hans Gillesberger wurde in einem ehrenhalber gewidmeten Grab auf dem Wiener Zentralfriedhof (Gruppe 47 F, Reihe 14, Nr. 6) bestattet.

## Auszeichnungen und Ehrungen
- 1957: Medaille in Bronze der Stadt Paris
- 1959: Österreichisches Ehrenkreuz für Wissenschaft und Kunst
- 1966: Mozartmedaille durch die Mozartgemeinde Wien[1]
- 1974: Österreichisches Ehrenkreuz für Wissenschaft und Kunst I. Klasse
- 1975: Ehrenring durch die Marktgemeinde Ebensee
- 1978: Goldenes Ehrenzeichen für Verdienste um das Land Wien
- 1979: Ehrenmitglied der Arbeitsgemeinschaft Musikerziehung Österreich (AGMÖ)
- 1979: Goldene Medaille für besondere Verdienste durch die Hofmusikkapelle
- 1979: Ehrenring der Marktgemeinde Ebensee
- 1980: Großes Silbernes Ehrenzeichen für Verdienste um die Republik Österreich[2]
- 1985: Goldenes Verdienstzeichen des Landes Oberösterreich